# Andragogik
Andragogik (von altgriechisch ἀνήρ anér, deutsch ‚Mann‘ sowie ἄγειν ágein, deutsch ‚führen, transportieren, treiben, ziehen‘) ist die Wissenschaft, die sich mit dem Verstehen und Gestalten der lebenslangen Bildung des Erwachsenen befasst. Dazu gehören alle Bereiche von der beruflichen über die soziale, politische und kulturelle Bildung bis zur Entwicklung der eigenen Persönlichkeit. Die Methoden sind auf selbständige, eigenverantwortliche Erwachsene ausgerichtet.
Andragogik ist Teil der Agogik, zu der auch die Pädagogik (Kinder und Jugendliche) und Geragogik (Senioren) gehören. Während früher Wissenschaftler wie Jost Reischmann die Erwachsenenbildung als einen Teil der Andragogik einordneten, werden inzwischen die Begriffe Erwachsenenbildung, Weiterbildung und Andragogik in der Fachliteratur zunehmend synonym verwendet.

## Begriff

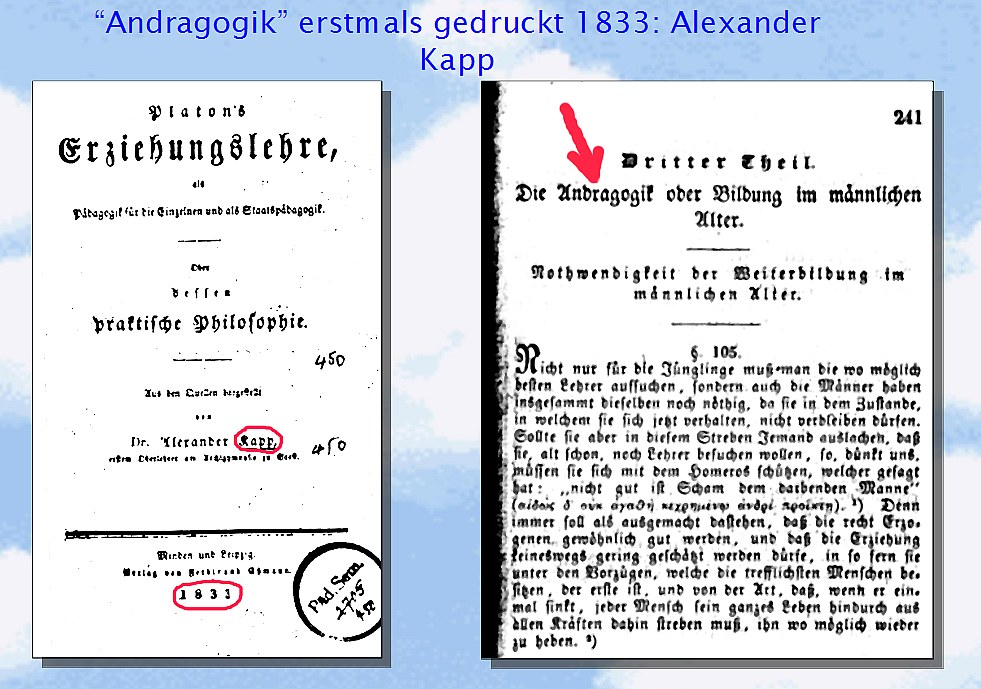
Erste Nennung von „Andragogik“

Die erste Nennung des Begriffs Andragogik findet sich in Alexander Kapps Platon’s Erziehungslehre, als Pädagogik für die Einzelnen und als Staatspädagogik von 1833. Neu erfunden wurde der Begriff dann in den 1920er Jahren – so bei Eugen Rosenstock und bei Werner Picht, Robert von Erdberg und Wilhelm Flitner – allerdings mit jeweils unterschiedlichen Konnotationen.
Ab der Mitte des 20. Jahrhunderts wird „Andragogik“ zunehmend auch im internationalen Raum verwendet, so von Heinrich Hanselmann in der Schweiz 1951, Ogrizovic 1956 in Jugoslawien, Tonko Tjarko ten Have 1959 in Holland. Ab 1969 erscheint die jugoslawische Erwachsenenbildungszeitschrift unter dem Titel Andragogija. In der Sowjetunion führt Goncharow den Begriff „Andragogik“ ab 1975 ein. In Finnland entsteht, vor allem durch Alanen, eine umfangreiche Diskussion über Konzeptualisierung von EB-Wissenschaft. An der Palacký-Universität in Olomouc (Tschechische Republik) wird 1990 die Katedra sociologie a andragogiky eingerichtet. Auch die Karls-Universität Prag (Tschechische Republik) hat eine Katedra andragogiky a personálního řízení. 1993 wurde in Slowenien das Andragoski Center Republike Slovenije gegründet mit der Zeitschrift Andragoska Spoznanja. Venezuela hat das Instituto Internacional de Andragogia. Seit 1998 publiziert die Adult & Continuing Education Society of Korea die Zeitschrift Andragogy today.
In der Andragogik lassen sich sowohl empirische wie hermeneutische Forschungsrichtungen unterscheiden. Als erster Empiriker gilt Edward Lee Thorndike (Adult Learning, 1928). Zu den hermeneutisch arbeitenden Wissenschaftlern zählt Eduard C. Lindemann (The Meaning of Adult Education, 1926). Die Andragogik erhielt fruchtbare Impulse aus den unterschiedlichsten Disziplinen, insbesondere aus der Klinischen Psychologie, der Soziologie, der Sozialpsychologie und der Philosophie.
Die amerikanische Diskussion um Andragogik ist durch die Arbeit von Malcolm Knowles geprägt, der die Bedeutung selbstgesteuerten Lernens in den Vordergrund stellt. Entsprechende Grundannahmen über das Lernen Erwachsener sind, dass sie:
- einen starken Wunsch nach selbstgesteuertem Lernen haben,
- ihre Erfahrungen in den Lernprozess einbringen möchten,
- ihre Lernbereitschaft selbst unter Beweis stellen wollen,
- lernen wollen, um die Probleme ihres Alltags zu lösen.

Seit den 1970er Jahren gab es an der Otto-Friedrich-Universität in Bamberg den Begriff der Andragogik. 1995 wurde der „Lehrstuhl für Erwachsenenbildung“ in „Lehrstuhl für Andragogik“ umbenannt, der inzwischen durch eine Professur für „Fort- und Weiterbildung“ ersetzt wurde. Ehemaliger Lehrstuhlinhaber (1993 bis 2008) ist Jost Reischmann, der sich auch international der Andragogik widmet. Zuvor hatte den Lehrstuhl Werner Faber inne (1977 bis 1993).

## Begründung
Für die Verwendung von Andragogik als Wissenschaftsbezeichnung führt Jost Reischmann vor allem drei Hauptgründe an:
1. Andragogik als „Wissenschaft von der Bildung Erwachsener“ konzentriert den Blick auf die wissenschaftliche Perspektive. Es wird argumentiert, dass es zur Identität und Klärung der spezifischen Aufgabe einer Wissenschaft und zur begrifflichen Klarheit beiträgt, zwei unterschiedliche Bezeichnungen für den Praxisbereich (= Erwachsenenbildung, Weiterbildung) und die Wissenschaft (= Andragogik) zu verwenden.
2. Andragogik erweitert (anders als „Erwachsenenbildung“) den Blick auf die Breite und Vielfalt aller auf Lernen/Bildung beruhenden Veränderung Erwachsener, auf informelle Bildung Erwachsener, unterschiedliche Formen der Selbstbildung und selbstorganisiertes Lernen – auch jenseits organisierter und institutionalisierter Erwachsenen- oder Weiterbildung („lebensbreite Bildung“ – Reischmann 2002).
3. Die Berufsbezeichnung „Andragoge“ bietet Absolventen eines entsprechenden Studiengangs auf dem Arbeitsmarkt ein Alleinstellungsmerkmal, Identität und Selbstbewusstsein. „Erwachsenenbildner“ oder „Weiterbildner“ oder „Trainer“ kann „jeder“ sein. Damit trägt „Andragogik“ zur Professionalisierung dieses Bereiches und zur Stärkung der Absolventen bei.

## Kritik
Einwände gegen „Andragogik“ werden aus semantischen Bedenken (sowohl gegen „Mann“ als auch „führen“) erhoben. Die Verallgemeinerung des Begriffs „Mann“ auf alle Menschen ist zwar im deutschen Sprachraum seit Jahrhunderten üblich, wird aber fälschlicherweise auch auf das Altgriechische als Fachsprache übertragen. So der Begriff „Andragogik“"; aber auch „Android“ (der Mannartige) wurde für die Bezeichnung einer menschenähnlichen Maschine schon im 18. Jahrhundert verwendet.
Korrekt müsste die Übertragung der obigen Begriffe ἀνθρωπαγωγία (Anthropagogik/Anthropagogie) und ἀνθρωποειδείς (Anthropoid) heißen. Wogegen die Übersetzung „führen, anleiten, ausbilden“ durchaus zutreffend sind. Insofern ist der deutsche Begriff Erwachsenenbildung oder die Wissenschaft von der Erwachsenenbildung geeignet, weniger aber „Erwachsenenpädagogik“, denn hier beißen sich die Teilwörter „Erwachsener“ und παῖς ‚Kind‘. Alternativ müsste konsequenterweise in der Erwachsenenbildung eigentlich von Andra- und Gynaegogik gesprochen werden, um die Frauen mit einzuschließen. Kritisiert wird auch, dass Andragogik verschiedentlich als aggressiver Gegenbegriff zu Pädagogik konstruiert wurde.
Derzeit wird in Deutschland der Begriff „Andragogik“ immer weniger verwendet; aber auch in anderen Ländern spielt er eine inzwischen untergeordnete Rolle, etwa den USA, Ungarn, Serbien, Tschechien, dort allerdings immer im Kontext von adult and continuing education.
In der Schweiz und zum Teil auch in Deutschland wird in der Erwachsenenbildung von Menschen mit kognitiver Beeinträchtigung oft von Sonderagogik gesprochen, um sich von der Sonderpädagogik für Kinder abzugrenzen.